# 川上元美
川上 元美（かわかみ もとみ、1940年 - ）は日本のデザイナー、川上デザインルーム代表。東京芸術大学、金沢美術工芸大学、神戸芸術工科大学などの客員教授を歴任。現在、多摩美術大学美術学部環境デザイン学科客員教授。GENOVA家具展金賞(イタリア)、アメリカ建築家協会主催インターナショナル・チェア・デザインコンペティション1席(USA)、iFデザイン賞(ドイツ)など国内外の賞を多数受賞。

## 来歴・人物
1940年(昭和15年)、兵庫県に生まれる。兵庫県立芦屋高等学校、東京芸術大学美術学部工芸科(ID専攻)卒業。東京芸術大学院美術研究科(デザイン)修士課程終了。その間、作品集『アンジェロ・マンジャロッティ1955-64』（青銅社）に出会い、強く感銘する。イタリア文化会館の語学講座を受講し、ENI財団の奨学金を得て1966年に渡伊。1966-69年の間アンジェロ・マンジャロッティ建築設計事務所に在籍。その間にモンツァ家具コンペ銅賞、ジェノヴァ家具展金賞受賞。帰国後、1971年に川上デザインルーム設立。
その後今日迄にプロダクトデザイン、インテリアデザイン、環境デザイン等、広範囲の分野で作品群を創出し、数多くの賞を受賞する。それらの活動を通して、旭川、高岡、新潟、静岡、神奈川、加賀、山形、徳島、岐阜、宮崎などの地場産業の活性化に貢献。並行して、東京芸術大学、金沢美術工芸大学などで教育活動にも従事すると共に、日本デザインコミッティの理事長(2006-2009)、日本デザイン学会の評議員(1995-)を務める。

## 略歴
- 1940年 兵庫県に生まれる
- 1964年 東京芸術大学美術学部工芸科（ID専攻）卒業
- 1966年 同大学大学院美術研究科(デザイン) 修士課程終了
- 1966年-1969年 アンジェロ・マンジャロッティ建築設計事務所勤務（MILANO）
- 1971年-川上デザインルーム設立
- 2013年 日本デザイン振興会会長に就任

## 受賞・展覧会・シンポジウム
- 1967年 モンツァ家具コンペ（CONCORSOMIA）銅賞
- 1968年 14回ミラノトリエンナーレ入選

GENOVA家具展金賞/FIORENZA
- 1969年 WHITE CHAPEL GALLERY’S EXHIBITION;

Modern Chairs 1918-1970」出展（LONDON）
- 1970年 グッドデザイン展“グローバル アイ”出品/東京銀座 松屋
- 1971年 グッドデザイン展“私の座”出展/東京銀座 松屋
- 1972年 ヤマギワ照明国際コンペ 銀賞
- 1973年 「デザインフォーラム‘73」/東京銀座 松屋
- 1976年 日本インテリアデザイナー協会（JID）協会賞
- 1977年 アメリカ建築家協会（AIA）主催；

インターナショナル・チェア・デザインコンペティション 1席（USA）
「デザイナーと企業シリーズ」個展/松屋銀座デザインギャラリー
- 1978年 「イスのかたち―デザインからアートへ」出品/国立国際美術館
- 1980年 「想像の迷宮」展 出品/西武美術館
- 1981年 iFデザイン賞（GERMANY）

（財）日本産業デザイン振興会委託指導事業「高山家具産業展」；
開発、プロデュース/新宿NSホール
- 1982年 「5ジョイントエキジビション－家具」/LUFT（東京）、

/ブシ・ショールーム(アクシス 東京）、/SKIPER SHOWROOM（ミラノ）、
/ALFLEX SHOWROOM（ミラノ）、/Design 19（東京銀座 松屋）
IF賞（GERMANY）
- 1983年 「漆家具―雅致」展/松屋銀座デザインギャラリー
- 1984年 年鑑「日本インテリアデザイン‘84」 優秀賞

「日本のデザイン展―伝統と現代」実行委員、会場構成（モスクワ）
国際デザインキャンプ‘84松本 パネラー参加
日本パッケージデザイン賞 大賞
「新作家具」個展/カンディハウスショウルーム
- 1985年 「ヤマハ新作家具展」個展/東京デザイナーズスペース
- 1986年 日本パッケージデザイン賞 特賞
- 1987年 ＜ハイブリッド、そして光と翳と＞個展/ギャラリー間

「北欧クラフトの今日」展 監修、会場構成/
/有楽町西武アートフォーラム、/京都国立近代美術館
- 1988年 「かたちの断章―家具、灯具」個展/

クリエーターズギャラリー（有楽町西武）
DESIGNERS WEEEK-END シンポジューム/ブラッセル パネラー参加
KAGU Tokyo Designer’s Week’88：「欲望」展 参加
札幌国際デザインメッセ’88 講師
- 1990年 家具展「クラウス」/アクシスギャラリー

「MONDO MATERIAL」展 出展/ Cooper Hewitt Museum(N.Y)
- 1991年 ＜インダストリアル・シンフォニー＞展/東京クエストホール

毎日デザイン賞
- 1992年 国井喜太郎産業工芸賞

‘92 DESIGN TODAY シンポジューム 講師/東武ホール
「小椅子展」/東京デザイナーズスペース
- 1994年 資生堂デザインフォーラム（黒木塾） 講師

「鏡宴」静岡産地振興ダイナミックス事業発表展/アクシスギャラリー
- 1995年 土木学会・田中賞：「鶴見つばさ橋」

「JAPANESE DESIGN – A SURVEY SINCE 1950」出品/
PHILADELPHIA MUSEUM OF ART
「made in japan1950-1994」
（世界に花咲いた日本のデザイン）出品/サントリーミュージアム
「セイコーAGSウォッチ デザイン展」/松屋銀座デザインギャラリー
- 1996年 横浜まちなみ景観賞（横浜市）

WOOD OF FINLAND「INNOVATIVE INDUSTRIAL WOODEN PRODUCTS」
コンペ審査員、レクチャー（フィンランド）
- 1997年 「New Sense of Beauty」DESIGN TODAY シンポジューム‘97 講師/東武
- 1998年 グッドデザイン賞 金賞「NECプラズマテレビPX-42」

暮らしの中の木の椅子展 優秀賞
「JAPAN DESIGN 2000」展 参加/THE ART INSTITUTO OF CHICAGO
- 1999年 IF賞（GERMANY）

大阪国際デザインコンペ 審査員
「現代日本美術の動勢―インダストリアルデザインの新風景」展 監修/富山県立近代美術館
- 2000年 20世紀の名作椅子 200人の200脚展 出品/神戸ファッション美術館

＜マテリアル メッセージ＞ 個展/リビングデザインセンターOZONE
- 2001年 「デザインの風」展 出品/東京芸術大学大学美術館

デコラデザイン2001 出品/東京デザインセンター（ガレリアホール）
- 2002年 「川上元美展―ひとと技術をつなぐデザイン―」展/ブックセラーアムズ
- 2003年 「PD（プロダクトデザイン）提案展」出品/リビングデザインセンターOZONE

「ケイタイあかり展」出品/リビングデザインセンターOZONE
- 2004年 「川上元美―ひとと技術をつなぐデザイン展」講演/キッチンハウス
- 2005年 「デザイン国際化時代のパイオニア展」/武蔵野美術大学資料図書館

「有田HOUEN」展/スパイラルホール
「有田HOUEN デザイナーと地場産業の新しい試み」/松屋銀座デザインギャラリー
- 2006年 「川上元美―ひとと技術をつなぐデザイン展」/パラマウントベッド

「Japanese Cool 1 (Timeless & Contemporary)」/Danish Design Center（Copenhagen）
「Japanese Cool 2 (Designer’s Chair & Interior)」/Bella Center（Copenhagen）
- 2007年 TOKYO DESIGN PREMIO 展/Superstudio Piu´ARTPOINT（Milan）

グッドデザイン賞 中小企業庁長官賞（丸八製茶場 ピッチャー）
- 2008年 6人のデザイナーがつくる「自分で使う家具」/松屋銀座デザインギャラリー

国際交流基金レクチャー/韓国弘益大学（ソウル）、東亜大学校（プサン）
「Foodesign Japan by Guzzini」出品/Triennale di Milano
GOOD DESIGN AWARD 2008/Chicago Arthenaeum
「感性―Japan Design Exhibition」出品/パリ装飾美術館
グッドデザイン賞 中小企業庁長官賞（川嶋工業「MOKA」）
- 2009年 「Japan Design Selection 2009」出品/Triennale di Milano

グッドデザイン賞/ロングライフデザイン賞：アルフレックスジャパン11[NT]
東京デザイナーズウィークアワード2009 100% Professional Award
「天然木とシルクの織物boisette6人展」/ルベイン
「三保谷硝子店101年目の試作展」出品/アクシスギャラリー
- 2010年 春慶X日本デザインコミッティ「椀一式」展/松屋銀座デザインギャラリー

グッドデザイン賞／ロングライフデザイン賞;
「INTER LACE TABLE」㈱岡村製作所
GOOD DESIGN AWARD 2010/The Chicago Arthenaeum
日本デザイン学会年間作品賞2010;「オフィスチェアPULSE」（株）内田洋行
- 2011年 「MOTOMI KAWAKAMI CHRONICLE 1966-2011/川上元美 デザインの軌跡」展/

リビングデザインセンターOZONE

## 所属・団体・委員
- 日本デザインコミッティ 理事長（2006-2009）
- 日本インダストリアルデザイナー協会
- 都市環境デザイン会議
- 日本デザイン学会 評議員（1995-）
- 日本デザイン振興会（旧：日本産業デザイン振興会） グッドデザイン賞選定審査委員[1]
- 同 上 総合審査委員長（1997）
- 毎日デザイン賞 選考委員（1996-2000）
- ギャラリー間 企画委員（1985-2010）
- NPOデザインアソシエーション 理事
- 東京芸術大学、金沢美術工芸大学、多摩美術大学、神戸芸術工科大学などの客員教授を歴任